# Румен Радев
Румен Радев (буг. Румен Радев; Димитровград, 18. јун 1963) је бугарски војни пилот у чину генерал-мајора и шести председник Бугарске.
Од 2014. године до 2016. године служио је као командант Бугарског ратног ваздухопловства. Ту функцију је напустио како би се као независни кандидат (уз подршку левичарске Бугарске социјалистичке партије) кандидовао за председника Бугарске.
Радев, који се током кампање залагао за поновно зближавање Бугарске са традиционалним савезником Русијом, је у другом кругу са 59,4% гласова поразио Цецку Цачеву, кандидаткињу владајуће про-западне странке ГЕРБ и председницу парламента. Након победе Радева, бугарски премијер Бојко Борисов најавио је своју оставку.